# هاتف خلوي (رواية)
هاتف خلوي هي رواية رعب عن نهاية العالم للكاتب ستيفن كينغ. تتحدث القصة عن فنان من نيو إنجلاند يكافح كي يجتمع مجددًا بابنه الصغير بعد أن تُحوِّل إشارةٌ غريبة تُبثّ عبر شبكة الهاتف العالمية غالبيةَ البشر إلى حيوانات متوحشة بلا عقول.

## الحبكة
كليتون ريدل، فنان مناضل من مين، كان قد وقّع للتو على اتفاقية لرواية تصويرية في بوسطن، عندما تُحوِّل «الموجة النابضة»، وهي إشارة أُرسلت عبر شبكة الهاتف العالمية، فجأةً كل مستخدم للهاتف الخلوي إلى قاتل يشبه الزومبي بلا عقل. كان كلاي يقف في منتزه بوسطن عندما ضربت الموجة النابضة، مسببةً نشوب الفوضى حوله. تنهار الحضارة عندما يهاجم «الفونرز» (أي المتأثرون بالنبضة) بعضهم بعضًا وأي أحد أمامهم.
في خضم هذه الفوضى، يجتمع كلاي مع توم مكورت، شاب في منتصف العمر، والمراهقة أليس ماكسويل؛ يهرب الثلاثة إلى منزل توم في الضاحية بينما تحترق بوسطن. في اليوم التالي، يعلمون أن «الفونرز» بدؤوا بالبحث عن الطعام والتعاون معًا. ما يزال كلاي مصممًا على العودة إلى مين للالتقاء بابنه الصغير جوني. يأتي توم وأليس معه، إذ لم يكن لديهم خيار بديل. يسافرون شمالًا ليلًا عبر نيو إنجلاند المدمرة، ويلتقون ناجين آخرين، وتصلهم إشارات مربكة حول تحركات الفونرز، الذين ما زالوا يهاجمون غير المتأثرين بالنبضة على مرمى نظرهم.
في طريقهم عبر نيو هامبشر، يصلون إلى أكاديمية غيتن، وهي مدرسة إعدادية تبقّى فيها معلم واحد، تشارلز أرداي، وتلميذٌ واحد ناجٍ، اسمه جوردان. يدل هذا الثنائيّ القادمين الجددَ على وجهة قطيع الفونرز ليلًا: يجمعون أنفسهم في ملعب كرة القدم في الأكاديمية و«ينطفئون» حتى الصباح. من الواضح أن الفونرز أصبحوا عقلًا مجتمعًا، وأنهم يطورون قدراتٍ ذهنية. يقرر الناجون الخمسة أن عليهم إبادة القطيع، وينجحون في ذلك باستخدام ناقلتي غاز بروبين.
يحاول كلاي جعل الجميع يهربون من مكان الحادث، لكنهم يرفضون التخلي عن أرداي الأكبر منهم. في تلك الليلة، يرى جميع الناجين الحلم المخيف نفسه: كل حالم منهم يرى نفسه في مدرج، مُحاطًا بالفونرز، بينما يقترب منهم رجل أشعث يرتدي رداءً ذا قلنسوة لجامعة هارفرد، حاملًا موتهم معه. يستيقظ الأبطال ويتشاركون تجاربهم عن الحلم المخيف ويلقبونه بـ«الرجل الأشعث». يحيط قطيع آخر بمقرهم، ويواجه «الطبيعيون normies» المتحدثَ المجازي باسم القطيع: الرجل برداء هارفرد ذي القلنسوة. يقتل القطيعُ الطبيعيين الآخرين انتقامًا، ويأمر الأبطال بالتوجه شمالًا إلى بقعة في مين تُسمى «كاشواك». ولإيقاف المعارض الرئيسي لهم، يرغم القطيع أرداي ذهنيًا على الانتحار. يدفنه كلاي والآخرون ويسافرون شمالًا، إذ إن كلاي ما يزال مصرًا على الذهاب إلى منزله.
في الطريق، وبصفتهم «قَتَلة القطيع»، يكتشفون أنهم قد وُصموا ذهنيًا بأنه لا يجوز المساس بهم (محظور لمسهم)، كي يتجنبهم الطبيعيون الآخرون. بعد شجار صغير يحدث معهم على الطريق، تُقتل أليس على يد ثنائي فظ من الطبيعيين. تدفنها المجموعة، ثم يصلون إلى منزل كلاي في كينت بوند، حيث يكتشفون ملاحظات كتبها جوني تُفيد بأن زوجة كلاي المنفصلة عنه تحولت إلى فونر، لكن ابنهم هرب لعدة أيام قبل أن يُرغم مع مجموعة من الطبيعيين على التوجه إلى كاشواك المفترض أنها خالية من الهواتف الخلوية. يراود كلاي كابوسٌ آخر يرى فيه أنه لدى وصولهم يتعرض اللاجئون الطبيعيون إلى النبضة. يبقى عازمًا على إيجاد ابنه، لكن بعد مقابلته مجموعةً أخرى من قَتَلة القطيع، يقرر توم وجوردان تجنب عمليات الإعدام الاحتفالية التي خطط لها الفونرز. قبل الانفصال، يكتشفون أن قاتلَي أليس قد أُجبرا ذهنيًا على الانتحار بسبب تعرضهما لشخص محظور لمسه.